# VTC (série télévisée)
Pour les articles homonymes, voir VTC.
VTC est une série télévisée française créée par Julien Bittner et Sébastien Drouin. Elle est diffusée en France sur Canal+ dès le 1er novembre 2021.

## Synopsis
Nora est chauffeur VTC. La jeune femme est dans une situation compliquée. Elle travaille énormément pour ensuite louer un petit appartement et obtenir la garde partagée de sa fille. Alors qu'elle vit dans sa voiture, elle prend des amphétamines pour tenir la cadence. Un jour, son frère Ben, lui aussi VTC, a un accident. Nora lui propose alors de prendre une course urgente à sa place. Elle vient sans le savoir de se mettre au service d’un dangereux réseau et va vivre une nuit très mouvementée.

## Distribution
- Golshifteh Farahani : Nora
- Vincent Heneine : Ben
- Gringe : Paul Martin
- George Aguilar : George
- Doudou Masta : Costard-Cravate
- Nicolas Phongpheth : le jeune homme
- Anne Bouvier : la dealeuse
- Rachid Guellaz : Survet
- Eddy Suiveng : Capuche

## Production
Le tournage a lieu début 2021 à Paris et dans le département du Nord, notamment à Lille (Nouveau Siècle, Vieux-Lille) ainsi qu'à Roubaix, Mouvaux et Tourcoing,,.